# 切爾滕納姆賽馬場
切爾滕納姆賽馬場（Cheltenham Racecourse）是一座位於英國切爾滕納姆普雷斯特伯里公園（Prestbury Park）的賽馬場。看臺在自然形成的環形山坡上，可容納67,500名觀眾。附近有切爾滕納姆賽馬場鐵路站。
切爾滕納姆賽馬場有西南英格蘭最大的禮堂，這也是英國障礙賽馬名人堂的總部。每年的綠帶節和韋奇伍德音樂節會在此處舉行。格羅斯特郡大學的畢業生典禮和夏季舞會也在此處舉行。
主場地被分成兩部份，分別是新舊賽馬場。2013年7月19日，賽馬場投資4500萬英鎊增加了6,500個觀眾席。

## 外部連結
- Cheltenham Racecourse (Official website) （页面存档备份，存于）
- Follow the National Hunt Festival '08 with BBC Gloucestershire （页面存档备份，存于）
- Go behind the scenes with BBC Gloucestershire's Virtual Cheltenham（页面存档备份，存于）
- Panoramic photos of Cheltenham Racecourse （页面存档备份，存于）
- 切爾滕納姆賽馬場的地圖資料

51°55′13″N 2°3′28″W / 51.92028°N 2.05778°W